# Pinus pseudostrobus
El pino lacio (Pinus pseudostrobus) es un pino también llamado pacingo y chamite, pinabete en Honduras. Es nativo de México, Guatemala, El Salvador y Honduras donde vive en el bosque templado, a 1300-3250 m s. n. m. desde 26° a 15°N. Pinus pseudostrobus fue descrita por John Lindley  y publicado en Edwards's Botanical Register 25: Misc. 63. 1839. Pinus: nombre genérico dado en latín al pino. pseudostrobus: epíteto.  El pino lacio es altamente variable, sus conos que por lo regular miden 7.6 a 11 cm, llegan a variar desde 3.2 a 16 cm dependiendo de la región y de las características del sitio donde viva. Es utilizado para plantaciones comerciales ya que se aprecia por su follaje semicolgante y aroma agradable a resina. 

## Clasificación y descripción
Árbol con altura promedio de 20 a 40 metros, (incluso se habla de ejemplares de hasta 50 metros) y un diámetro de 40 a 80 cm. El tronco es recto, libre de ramas entre los primeros 4 y 6 m de altura. Las ramas generalmente tienen ubicación horizontal, yemas oblongas-cónicas de color anaranjado. Su corteza en árboles jóvenes es lisa, se torna áspera y de color grisáceo en árboles adultos, cerca de la copa la corteza se hace suave y es de color rojiza. El follaje es verde oscuro, las acículas en grupos de 5, cuyo tamaño varía de 16 a 35 cm de largo y de 0.75 a 1.25 cm de ancho, se encuentran extendidas o en forma de péndulo, con vainas persistentes de 15 a 25 mm de largo. Provisto de canales resiníferos de 2 a 4. La madera es de color amarillo claro y textura fina, es liviana suave y poco resinosa.  Fruto. Conos de ovoides a cilíndricos de color café claro, de 10 a 15 cm de largo y curveados, estos se agrupan entre dos y tres en las puntas de la rama. Semillas, son pequeñas, de 6 mm de largo, de color café oscuro, con un ala articulada de 20 a 23 mm de largo.
Fue introducido exitosamente en Nueva Zelanda.

## Distribución
Se distribuye en México, Guatemala, El Salvador y Honduras. En México, se localiza en los estados de Sinaloa, Jalisco, Chihuahua, Coahuila, Nuevo León, Durango, Zacatecas, San Luis Potosí, Aguascalientes, Guanajuato, Querétaro, Hidalgo, México, Tlaxcala, Puebla, Jalisco, Michoacán, Veracruz y el Distrito Federal, así como en el estado de Chiapas.

## Ambiente
Esta especie forma parte de los bosques templados, a 1300-3250 m s. n. m. desde. En bosques de pino encino su rango altitudinal es de 1000 a 3250 m s. n. m. También es frecuente en bosques de otras coníferas, particularmente oyamel. Es común en sitios con suelos profundos y húmedos con influencia tropical. En Michoacán y Jalisco ocupa gran parte de los sitios entre los 2000 y 2800 m s. n. m.

## Estado de conservación
Ecológicamente, esta especie y las coníferas en general, tienen un papel importante en los ecosistemas, pues algunas de sus especies, particularmente los pinos, son elementos dominantes de los bosques templados. Por lo tanto se consideran importantes prestadoras de servicios ambientales como captación de humedad atmosférica, fijación de carbono y retención de suelo. Además, son de gran importancia económica, principalmente por su madera, resina y los diferentes usos medicinales que tiene. A pesar de su aprovechamiento existente en los estados donde se encuentra esta especie, existen plantaciones con fines de explotación y reforestación. Actualmente no se encuentra en ninguna categoría de la norma 059-ECOL-2010 de la SEMARNAT en México. 

## Propiedades
En Puebla, le dan más importancia a su aplicación en enfermedades respiratorias como resfrío o frialdad y ronquera. Mientras que en Michoacán la utilizan para limpiar y desinfectar la vista. Con este fin, muelen las hojas para extraer su jugo y lo ponen como colirio.